# Pelecanus rufescens

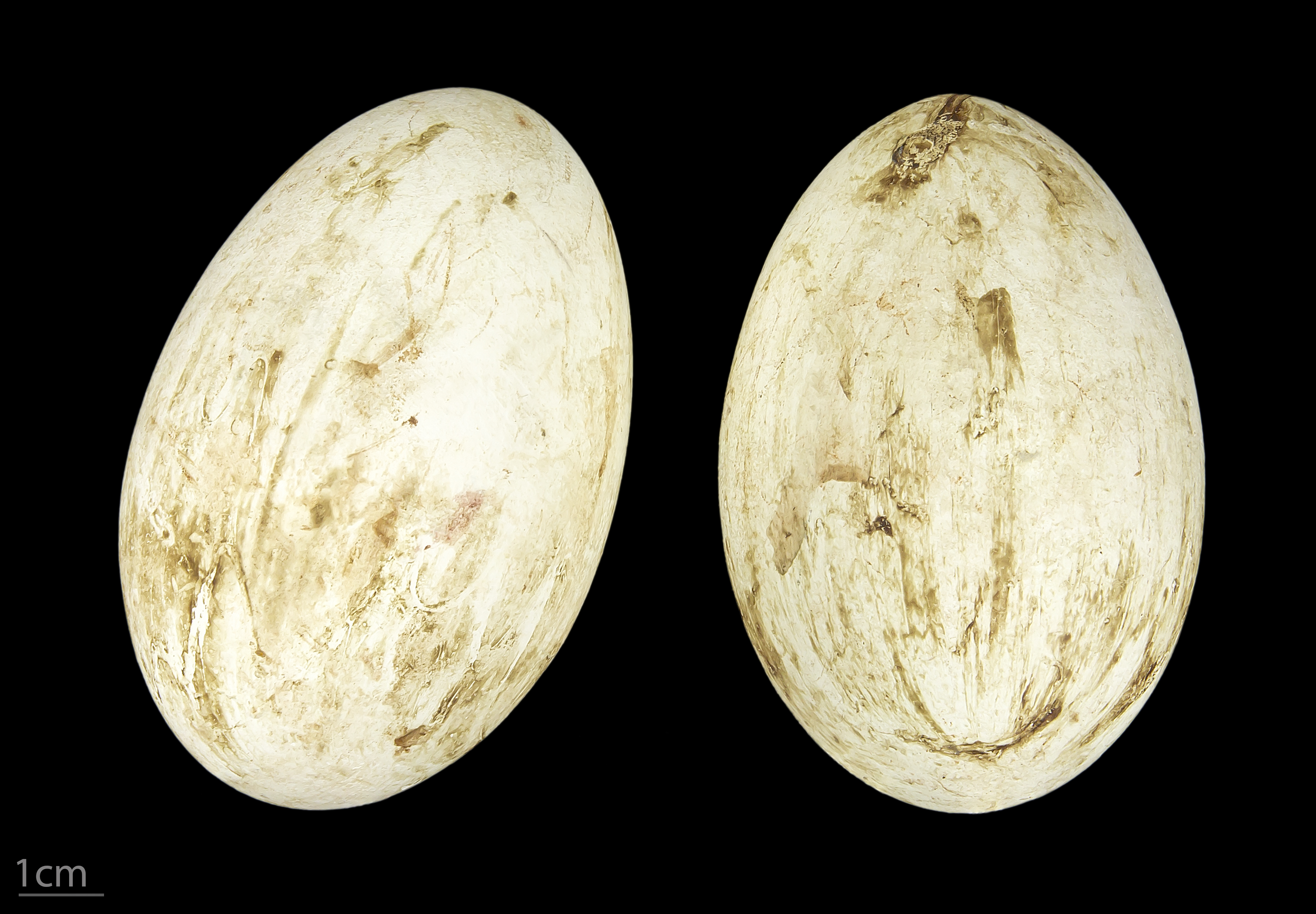
Pelecanus rufescens

Il pellicano grigio (Pelecanus rufescens Gmelin, 1789) è un uccello della famiglia Pelecanidae.
Vive in paludi, acquitrini e laghetti con acque poco profonde nell'Africa subsahariana e nelle porzioni meridionali della penisola arabica.

## Descrizione
È un pellicano di dimensioni medio-piccole, con una lunghezza compresa tra i 125 ed i 133 cm, un'apertura alare attorno a 240 cm ed un peso compreso tra i 4 ed i 7 kg.
Il piumaggio è di colore bianco-grigiastro e da questo deriva il nome della specie, la parte posteriore è rosata. La parte superiore del becco è gialla e la borsa di solito grigia. Gli adulti hanno lunghe penne sulla testa durante il periodo riproduttivo.
 
Le dimensioni complessive sono inferiori a quelle del comune pellicano bianco.

## Biologia
Il nido è costituito da un grande cumulo di rametti entro al quale vengono deposte due o tre uova bianche.
 
I pulcini si alimentano immergendo il loro becco nella borsa sottogola dei genitori e ingurgitano del pesce parzialmente digerito.
L'alimentazione è a base di pesci e anfibi e di solito viene procurata pescando in gruppi.

## Stato di conservazione
La IUCN Red List classifica il pellicano grigio come specie a basso rischio.